# Data (Star Trek)
Data egy android szereplő a Star Trek: Az új nemzedék című amerikai tudományos-fantasztikus televíziós sorozatban, és főszereplője több Star Trek-mozifilmnek is. Ő az egyik főkarakter, szerepét Brent Spiner alakítja.

## Korai évei
Datát Dr. Noonian Soong és felesége, Dr. Juliana O'Donnell építette 2338. február 2-án, a Kiron III. Omicron Thetán. Soong találta fel a Datát is működtető pozitronikus agyat. Eleinte a házaspár érzelmekkel is felruházta androidjait, az első ilyen Lore volt, Data testvére, de ő erőszakossá vált, ezért Datát úgy tervezték, hogy ne legyenek érzelmei.
2338 februárjában szülei deaktivált állapotban az Omicron Thetán magára hagyták a Kristálylény támadása miatt, később a USS Tripoli bukkant rá.

## Karrierje
2341 szeptemberében beiratkozik a Csillagflotta Akadémiára. Négy évvel később elvégzi az Akadémiát, kitüntetéssel exobiológiából és valószínűségi mechanikából.
2348 augusztusában, miután az elmúlt években zászlósként szolgált különböző csillaghajókon, hadnaggyá léptetik elő.
2364 február: kinevezik a USS Enterprise másodtisztjévé, kutató és műveleti tiszti posztra, korvettkapitányi rangban.
2364. március 28-án rábukkannak testvérére, Lore-ra, aki aktiválása után nem sokkal a helyébe lépve megpróbálja kiszolgáltatni a hajó legénységét az Omicron Thetát elpusztító kristálylénynek.
2365. június 8-án teste ideiglenesen bizonyos Dr. Ira Graves tudatának irányítása alá kerül.
2365. július 10-11-én egy Jean-Luc Picard kapitány és bizonyos Bruce Maddox parancsnok kezdeményezte tárgyalás során tisztázzák személyiségi jogait, a vezetőbíró úgy határoz, hogy teljes jogú, önálló akarattal rendelkező embernek kell tekinteni. 
2366. november 14-én egy Kivas Fajo nevű kereskedő fogságába esik, aki pusztulását megrendezve szeretné különleges gyűjteményében tudni Datát, később azonban kiszabadítják. 
2367. február 1-2-án alkotója, Dr. Soong magához hívja, hogy átadjon neki egy érzelemszimulációs chipet, ám a hívásra Lore is megjelenik, és megkaparintja a Datának szánt áramkört. Eközben súlyosan bántalmazza Dr. Soongot, aki valószínűleg nem sokkal később a sérülések következtében életét veszti.
2368. január 7-9-én a Romulán Birodalom és Klingon Birodalom határán, a Csillagflotta által felállított blokád során ideiglenesen a USS Sutherland kapitányává nevezik ki.
2368. december 16-18-án egy idegen lények által létrehozott időkapu néhány napra visszajuttatja 1893-ba, ahonnan csak testét sikerül megmenteni. Feje egy San Franciscohoz közeli bányában eltemetve vészeli át az elkövetkező 475 évet, ám sikerül komplikációk nélkül újra összekapcsolni azt testével.
2369. július 30-án egy idő előtt működésbe lépett alprogramja segítségével megtapasztalja első álmát.
2369. december 24-25-én megtapasztalja első többé-kevésbé önálló érzelmét, majd valamivel később, igaz nem önszántából, csatlakozik Lore-hoz, aki egy csoport Borg élén hódító hadjáratot tervez. Bátyja hatása alól szabadulva nincs más választása, végleg ki kell kapcsolnia rosszindulatú testvérét, egyúttal visszaszerzi a Dr. Soong által készített érzelem-chipet.
2370. május 29-én találkozik anyjának android másolatával, akinek koponyájában egy, az apjától származó interaktív holografikus üzenetet tartalmazó adatmodulra bukkan.
2370. augusztus 12-13-án ideiglenesen egy 87 millió évvel korábban letűnt kultúrában élő személyek idegi lenyomatainak hordozójává válik.
2371 augusztusában az érzelem-chip beültetése után meg kell birkóznia az érzelmek eddig nem tapasztalt hatásával, miközben az Enterprise-D utolsó küldetését végzi.
Data 2379-ben halt meg a Scimitar elpusztítása közben, amellyel megmentette az Enterprise-E-t és a Földet is. Szerencsére az akkoriban megtalált elődjébe, Előttbe áttölti minden emlékét, remélve, hogy az alapvetően fejletlenebb android így olyan lehet, mint ő.
2396-ban egy alternatív idővonalban professzorként tanít a Cambridge-i Egyetemen.

## Magánélete
Data egész életében minél emberibb akart lenni, ami valamilyen szinten sikerült is. Több romantikus kapcsolata is volt, például Natasha Yar hadnaggyal és a Borg királynővel is.
Az Enterprise-on közeli barátságot alakít ki Geordi La Forge-al. 
2366. augusztus 27-én megépíti Lal nevű utódját, aki saját választása alapján nőnemű emberi formában kíván létezni. Lal idegrendszere egy konfliktushelyzet következtében instabillá válik, és hamarosan menthetetlenül összeomlik. Emlékeit Data áttölti saját memóriájába.

## Hobbi
Data az emberré válás folyamata alatt rengeteg szabadidős tevékenységet kipróbált, de csak a festést, hegedülést és a költészetet folytatta tovább. Fontosnak tartotta, hogy állandóan együtt legyen egy „élőlénnyel”, ezért tartotta Spotot, a macskáját.